# Prestoea decurrens
Prestoea decurrens là loài thực vật có hoa thuộc họ Arecaceae. Loài này được (H.Wendl. ex Burret) H.E.Moore miêu tả khoa học đầu tiên năm 1963.